# 亳州古地道
33°52′22″N 115°46′15″E / 33.87278°N 115.77083°E
亳州古地道位于中国安徽省亳州市谯城区老城区地下，2001年被列为第五批全国重点文物保护单位。
亳州古地道始建于东汉末年，现存大部分为宋代所建。全长4000余米，以大隅首为中心向四周延伸，一般深2.5～4米，最深达7米以上，内部高度在1.8米左右。其结构有土木结构、砖木结构和砖结构三种，以砖结构最多。

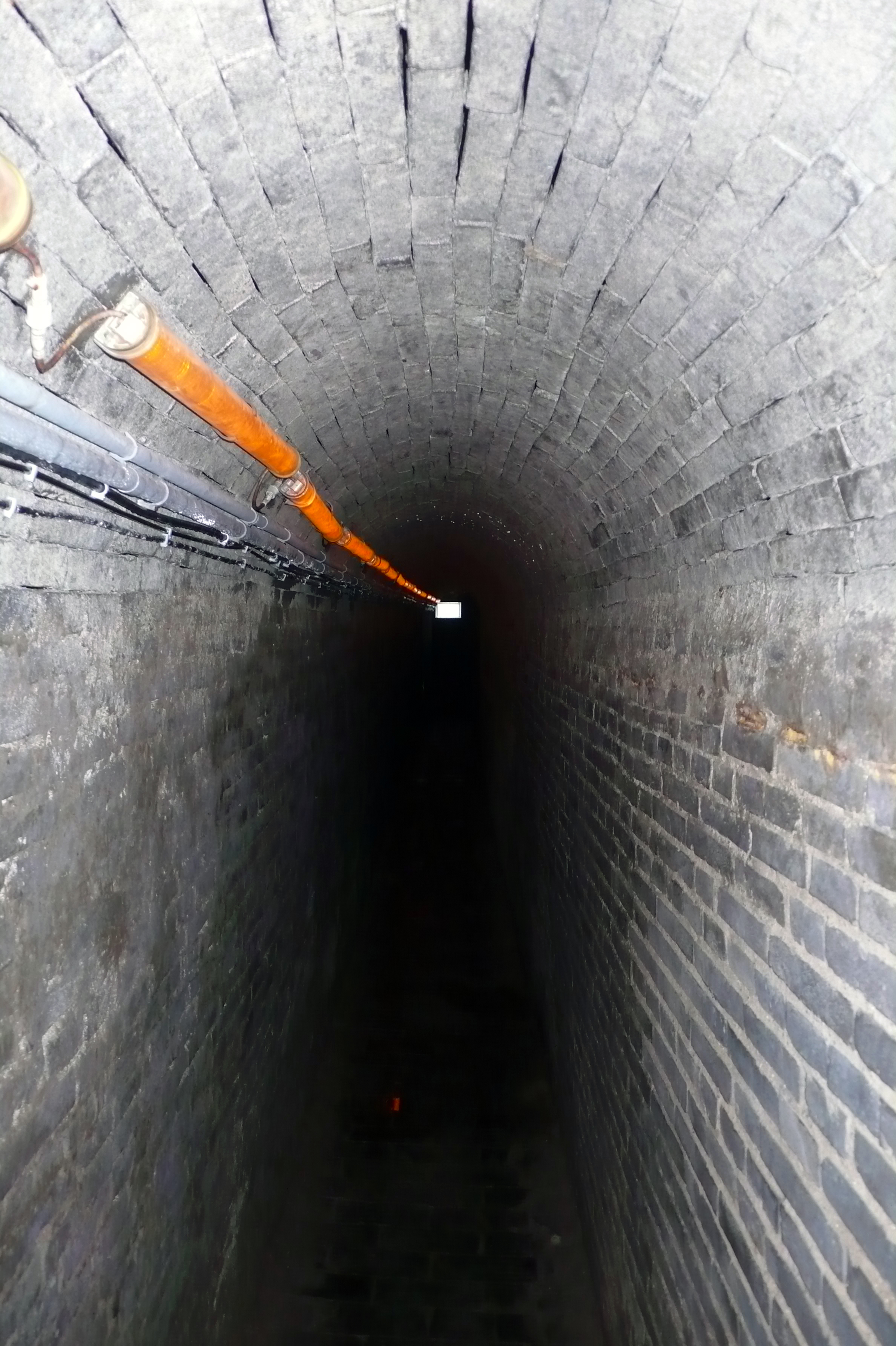
地道内部状况